# Гермоген (Кузьмин)
Архимандри́т Гермоге́н, или Ермоген (в миру Михаи́л Анто́нович Кузьми́н; 1884—1966) — архимандрит Русской православной церкви, настоятель Троицкой церкви села Теньковки Карсунского района Ульяновской области. В 1927—1945 годах был епископом в григорианском расколе.

## Биография
Родился в 1884 году в деревне Орловка (ныне — в Краснооктябрьском р-не Нижегородской области) в крестьянской семье. Окончил трёхклассную церковно-приходскую школу.
В 1903 году поступил послушником в Алатырский Троицкий монастырь Симбирской епархии. В 1905 году перешёл послушником в Жадовскую Казанско-Богородицкую пустынь Симбирской епархии. В 1915 году стал насельником Сызранского Вознесенского монастыря Симбирской епархии. В том же году принял монашество с именем Гермоген. В августе 1915 года рукоположен в сан иеродиакона. С 1920 года — иеродиакон Жадовской Казанско-Богородицкой пустыни Симбирской епархии. В 1923 году рукоположен в сан иеромонаха. Служил в той же пустыни. В 1925 году возведён в сан игумена. В 1926 году возведён в сан архимандрита.
В 1927 году признал Временный Высший Церковный Совет, уклонившись таким образом в григорианский раскол.
7 июля 1927 года в Москве хиротонисан во епископа Буинского, викария Ульяновской епархии ВВЦС. Хиротонию совершили: архиепископ Константин (Булычёв), епископ Виссарион (Зорнин) и епископ Борис (Рукин). Проживал в Ульяновске, где был активным помощником епископа Ульяновского Виссариона (Зорнина).
В ноябре 1927 году участник Второго Всероссийского съезда духовенства и мирян, сторонников ВВЦС. Тогда же назначен епископом Барнаульским.
20 января 1928 года прибыл к новому месту службы. Кафедра располагалась в Покровской церкви г. Барнаула. Признан неспособным к управлению епархией и 8 октября 1928 год уволен на покой по болезни, с пребыванием в пределах Ульяновской епархии.
Некоторое время проживал на родине в деревне Орловка Краснооктябрьского района Нижегородской области. В 1929 году назначен священником Михаило-Архангельской церкви села Дворянского (ныне Верхнее Свияжское) Кузоватовского района Ульяновской области. В 1930 года становится священником Димитриевской церкви посёлка Базарный Сызган Инзенского района. В 1931 году становится священником Преображенской церкви села Загоскино Майнского района.
27 мая 1932 году арестован по обвинению в контрреволюционной деятельности. Содержался в Ульяновской тюрьме. 21 сентября 1932 года постановлением Особого совещания при Коллегии ОГПУ приговорен к 10 годам концлагеря.
В 1942 года был освобождён. С 1942 года служил в Преображенской церкви села Загоскино Майнского района архиерейским чином>.
В 1945 года принёс покаяние Патриарху Алексию I и был принят в сане архимандрита.
7 декабря 1946 года назначен клириком Казанского кафедрального собора в Ульяновске.
В конце 1948 года назначен настоятелем Троицкой церкви села Теньковки Карсунского района Ульяновской области.
Скончался в 1966 году. Похоронен на сельском кладбище. На могиле архимандрита Ермогена лежит закладной камень церкви, где он служил и которая была разрушена в начале 1960-х годов.